# Забинтованная
«Забинтованная» (фр. Bandaged) — хоррор-мелодрама 2009 года режиссёра Марии Битти.

## Сюжет
Люсиль живёт в уединённом поместье вместе с отцом и бабушкой. Скоро ей должно исполниться 18 лет, она хочет учиться поэзии. Но строгий отец, талантливый врач, считает, что ей нужно заниматься наукой, а стихи она может писать и дома. Понимая, что отец не позволит ей поступить по-своему, Люсиль пытается убить себя, воспользовавшись серной кислотой из отцовской лаборатории. Она выживает, но её лицо изуродовано. Отец не желает отвозить её в больницу и хочет сам восстановить повреждённую кожу. Для ухода за дочерью он нанимает медсестру Джоану, итальянку родом из Калабрии. Джоана проводит с Люсиль круглые сутки, обеспечивая ей необходимый уход. Близкий телесный контакт развивается в глубокую чувственную связь, ограниченную как физической беспомощностью Люсиль, так и необходимостью держать эту связь в тайне от отца. Отец оперирует дочь, используя специально приготовленную кожу для пересадки. Но несчастный случай сводит результаты операции на нет. Во время второй операции он использует кожу с бедра Джоаны, чтобы восстановить лицо дочери. Но связь между Люсиль и Джоан открывается, и отец высылает медсестру из поместья. Люсиль больше не желает сидеть в «клетке» и в этот же вечер сбегает из дома.

## Актёрский состав
| В ролях               |  | Персонаж                          |
| --------------------- |  | --------------------------------- |
| Жанна Лиза Домбровски |  | Люсиль                            |
| Сюзанна Сахсе         |  | Джоан Дженова                     |
| Ганс Писберген        |  | Артур Берт, отец Люсиль           |
| Мартина Эрхель        |  | Ингрид, двоюродная бабушка Люсиль |